# Attila Dragóner
Attila Dragóner (Budapest, 15 novembre 1974) è un ex calciatore ungherese, di ruolo difensore.

## Carriera

### Club
Difensore centrale, dopo aver esordito in seconda divisione, dopo un anno passa al Sopron, club di prima divisione ungherese che però retrocede subito in seconda serie. Nel 1995 è tesserato da una terza squadra ungherese in tre anni, nuovamente in seconda divisione. Nei tre anni successivi veste le maglie di Stadler, BSVC Budapest e Ferencvaros. In seguito si trasferisce ai tedeschi del Fortuna Colonia, nel secondo livello del calcio tedesco. Dragóner torna in patria, al Ferencvaros, vince due campionati e due coppe d'Ungheria, poi tenta l'avventura in Portogallo. Dopo un paio d'anni torna al Ferencvaros, chiudendo la carriera tra i dilettanti in patria.
Totalizza 467 presenze e 69 gol nei vari campionati.

### Nazionale
Il 14 agosto 1996 debutta contro gli Emirati Arabi Uniti (1-0). Fino al 2005 ha giocato altre 27 partite senza mai andare in gol.

## Palmarès

### Club

#### Competizioni nazionali
- Campionato ungherese: 2

Ferencvaros: 2000-2001, 2003-2004
- Coppa d'Ungheria: 2

Ferencvaros: 2002-2003, 2003-2004